# Tenuidactylus fedtschenkoi
Espèce
Synonymes
- Gymnodactylus fedtschenkoi Strauch, 1887
- Cyrtopodion fedtschenkoi (Strauch, 1887)

Tenuidactylus fedtschenkoi est une espèce de geckos de la famille des Gekkonidae.

## Répartition
Cette espèce se rencontre en Iran, en Afghanistan, au Turkménistan, en Ouzbékistan, au Tadjikistan, au Kirghizistan et au Kazakhstan.
Sa présence au Pakistan est incertaine.

## Description
C'est un gecko insectivore.

## Étymologie
Cette espèce est nommée en l'honneur d'Alexei Pavlovitch Fedtschenko.

## Publication originale
- Strauch, 1887 : Bemerkungen über die Geckoniden-Sammlung im zoologischen Museum der kaiserlichen Akademie der Wissenschaften zu St. Petersburg. Mémoires de l'Académie impériale des sciences de Saint-Pétersbourg, ser. 7, vol. 35, no 2, p. 1-72 (texte intégral).